# Бишофф, Элмер
Элмер Нельсон Бишофф (англ. Elmer Nelson Bischoff; 9 июля 1916 — 2 марта 1991) — американский художник, один из родоначальников направления фигуративной живописи Области залива. Бишофф, вместе с Дэвидом Парком и Ричардом Дибенкорном, принадлежал к поколению послевоенных художников, которые начинали как представители абстрактного экспрессионизма, а затем вновь обратились к фигуративному искусству.

## Биография
Элмер Бишофф, второй ребёнок Джона и Элны (урождённой Нельсон) Бишофф, вырос в Беркли, штат Калифорния. Его дел имел немецкое происхождение, а мать — смешанное шведско-эквадорское.
В сентябре 1934 года Бишофф поступил в Калифорнийский университет в Беркли, из которого выпустился в мае 1939 года со степенью магистра искусств. Он сразу же приступил к преподавательской деятельности в старшей школе Сакраменто, где работал до 1941 года. Наибольшее влияние во время учёбы в университете на Бишоффа оказала Маргарет Петерсон, имевшая с весьма независимое мышление, глубокую преданность делу и настойчивость в продвижении этических ценностей искусства. В 1941 году, во время Второй мировой войны, Бишоффа был призван в армию и в звании подполковника был направлен для разведывательной службы в Англии. Он находился в окрестностях Оксфорда до ноября 1945 года.
После войны, вернувшись в Сан-Франциско, Бишофф снова оказался в центре авангардного художественного сообщества, общаясь с такими художниками, как Марк Ротко и Клайффорд Стилл. В январе 1946 года один из его друзей-художников, Карл Кастен (ветеран войны, как Бишофф), выдвинул его на должность учителя рисования в Калифорнийской школе изящных искусств. Бишофф оказался на факультете, на котором уже работали некоторые из самых талантливых новых художников послевоенной Америки. Именно там он встретил Дэвида Парк и Ричарда Дибенкорна. В 1973 году Бишофф был избран ассоциативным членом Национальной академии дизайна и стал полноправным членом академии в 1985 году.
В отличие от европейского экспрессионизма, фигуративная живопись Области залива демонстрировала прямоту и теплоту, присущие абстрактному экспрессионизму. Элмер Бишофф был старше Дибенкорна и имел личный опыт, который превратился в самобытный стиль его живописи. Тихие и лирические картины Бишоффа имели серьёзность иного плана, нежели те, что считались серьёзными в его время, что было связано с становлением абстрактного экспрессионизма.
Ретроспективная выставка работ Элмера Бишоффа под названием «Великий лирик: искусство Элмера Бишоффа» (англ. Grand Lyricist: The Art of Elmer Bischoff) в состоялась в 2001—2002 годах в Оклендском музее Калифорнии. Работы художника находятся в Художественном музее Крокера (Калифорния), Музее де Янга, Музее и саде скульптур Хиршхорн (Вашингтон, округ Колумбия), Художественном музее Гонолулу, Музее современного искусства Кемпера (Канзас-Сити, Миссури), Музее Национальной академии дизайна (Нью-Йорк), Музее изобразительных искусств в Хьюстоне, Музее искусств Оклахома-Сити, Музее искусств округа Ориндж, Коллекции Филлипса (Вашингтон, округ Колумбия), Музее современного искусства Сан-Франциско и Смитсоновском музее американского искусства (Вашингтон, округ Колумбия).
Сын Элмера Бишоффа — композитор Джон Бишофф.